# Elecciones estatales de Durango de 2007
Las elecciones estatales de Durango de 2007 se llevarán a cabo el domingo 1 de julio de 2007, y en ellas serán renovados los siguientes cargos de elección popular en el estado de Durango:
- 39 ayuntamientos. Compuestos por un Presidente Municipal y regidores, electos para un periodo de tres años no reelegibles para el periodo inmediato.
- 30 Diputados al Congreso del Estado. 17 electos por mayoría relativa en cada uno de los Distrito Electorales y 13 electos por el principio de representación proporcional.[1]

## Resultados electorales

### Ayuntamientos

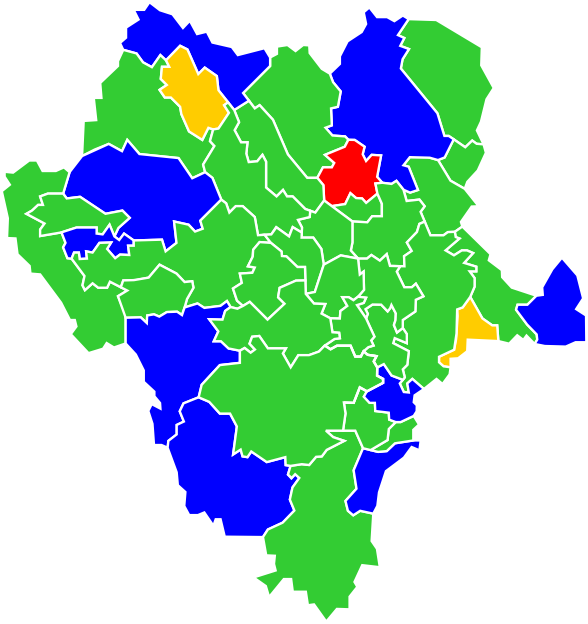
Distribución de los Ayuntamientos por partido político

| Partido/Alianza                                | Partido/Alianza                                   | Municipios |
| ---------------------------------------------- | ------------------------------------------------- | ---------- |
|                                                | Partido Acción Nacional                           | 9          |
|                                                | Durango Nos Une (PRI, PANAL, PD)                  | 9          |
|                                                | Durango Nos Une (PRI, PANAL)                      | 18         |
|                                                | Partido de la Revolución Democrática              | 2          |
|                                                | Coalición Por el Bien de Todos (Convergencia, PT) | 1          |
|                                                | Partido Verde Ecologista de México                | 0          |
|                                                | Partido Duranguense                               | 0          |
|                                                | Partido Alternativa Socialdemócrata               | 0          |
| Fuente: Instituto Estatal Electoral - Durango. |                                                   |            |

#### Ayuntamiento de Durango
| Partido/Alianza                                | Partido/Alianza                                  | Candidato      | Candidato                   | Votos   | Porcentaje |
| ---------------------------------------------- | ------------------------------------------------ | -------------- | --------------------------- | ------- | ---------- |
|                                                | Partido Acción Nacional                          |                | Bonifacio Herrera Rivera    | 56,119  | 35.06      |
|                                                | Durango nos Une (PRI, PANAL y PD)                |                | Jorge Herrera Caldera Hecho | 81,596  | 51.00      |
|                                                | Partido de la Revolución Democrática             |                | Soledad Ruiz Canaán         | 8,111   | 5.06       |
|                                                | Coalición Por el Bien de Todos (Convergencia-PT) |                | Lilia Velia Carranza        | 11,636  | 7.20       |
|                                                | Partido Verde Ecologista de México               |                | Flor de María Loya          | 1,243   | 0.76       |
|                                                | Partido Alternativa Socialdemócrata              |                | Julieta Hernández Camargo   | 1,270   | 0.79       |
|                                                | No registrados                                   | No registrados | No registrados              | 54      |            |
|                                                | Nulos                                            | Nulos          | Nulos                       | 2,935   |            |
| Total                                          | Total                                            | Total          | Total                       | 162,964 | 100.00     |
| Fuente: Instituto Estatal Electoral - Durango. |                                                  |                |                             |         |            |

### Diputados
| Partido/Alianza                                | Partido/Alianza                                  | Distritos |
| ---------------------------------------------- | ------------------------------------------------ | --------- |
|                                                | Partido Acción Nacional                          | 0         |
|                                                | Partido Revolucionario Institucional             | 12        |
|                                                | Durango nos Une (PRI, PANAL y PD)                | 5         |
|                                                | Partido de la Revolución Democrática             | 0         |
|                                                | Coalición Por el Bien de Todos (Convergencia-PT) | 0         |
|                                                | Partido Verde Ecologista de México               | 0         |
|                                                | Partido Duranguense                              | 0         |
|                                                | Partido Nueva Alianza                            | 0         |
|                                                | Partido Alternativa Socialdemócrata              | 0         |
| Fuente: Instituto Estatal Electoral - Durango. |                                                  |           |